# Andrej Boekin
Andrej Anatoljevitsj Boekin (Russisch: Андрей Анатольевич Букин; Moskou, 10 juni 1957) is een Russisch voormalig kunstschaatser.

## Biografie
Samen met Natalja Bestemjanova nam Boekin deel aan het ijsdansen. Samen wonnen ze in 1983 de Europese titel. In 1984 wonnen zij de zilveren medaille op zowel de Europese en wereldkampioenschappen als de Olympische Winterspelen, alle keren achter het Britse duo Torvill en Dean. In de vier daaropvolgende jaren wonnen Boekin en Bestemjanova vier Europese en wereldtitels en in 1988 de olympische gouden medaille.

## Belangrijke resultaten
1978-1988 met Natalja Bestemjanova (voor de Sovjet-Unie uitkomend)
| Kampioenschap          | 78/79 | 79/80 | 80/81 | 81/82  | 82/83  | 83/84  | 84/85 | 85/86 | 86/87 | 87/88 |
| ---------------------- | ----- | ----- | ----- | ------ | ------ | ------ | ----- | ----- | ----- | ----- |
| Olympische Spelen      |       | 8e    |       |        |        | Zilver |       |       |       | Goud  |
| Wereldkampioenschap    | 10e   |       | Brons | Zilver | Zilver | Zilver | Goud  | Goud  | Goud  | Goud  |
| Europees Kampioenschap |       | 6e    | 4e    | Zilver | Goud   | Zilver | Goud  | Goud  | Goud  | Goud  |

1976: Ljoedmila Pachomova / Aleksandr Gorsjkov ·
1980: Natalja Linitsjoek / Gennadi Karponossov ·
1984: Jayne Torvill / Christopher Dean ·
1988: Natalja Bestemjanova / Andrej Boekin ·
1992: Marina Klimova / Sergej Ponomarenko ·
1994: Oksana Grisjtsjoek / Jevgeni Platov ·
1998: Oksana Grisjtsjoek / Jevgeni Platov ·
2002: Marina Anissina / Gwendal Peizerat ·
2006: Tatjana Navka / Roman Kostomarov ·
2010: Tessa Virtue / Scott Moir ·
2014: Meryl Davis / Charlie White ·
2018: Tessa Virtue / Scott Moir ·
2022: Gabriella Papadakis / Guillaume Cizeron
- International Standard Name Identifier: 0000 0000 5809 4311
- Library of Congress Control Number: n97857616
- Virtual International Authority File: 79527180
- WorldCat: E39PBJd3Q3d7yqwC8gTDMDQrMP